# Nerw uszny wielki

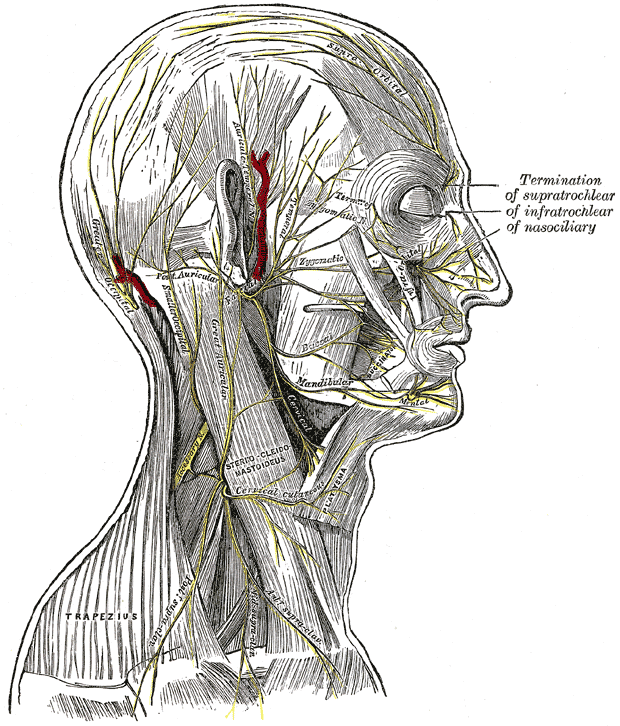
Nerwy głowy i szyi, nerw uszny wielki podpisany Great Auricular

Nerw uszny wielki (łac. nervus auricularis magnus) – w anatomii człowieka nerw będący najsilniejszą gałęzią skórną splotu szyjnego. Unerwia czuciowo skórę dołu zażuchwowego, małżowiny usznej wraz z płatkiem i obszarem ku tyłowi, części przewodu słuchowego zewnętrznego, tylnej części policzka oraz skórę kąta żuchwy. Wychodzi spod mięśnia mostowo-obojczykowo-sutkowego i po przejściu przez blaszkę powierzchowną powięzi szyi zakręca na tylnej krawędzi tego mięśnia przebiegając po jego zewnętrznej powierzchni w kierunku małżowiny usznej. 